# Endrosa brunnea
Endrosa brunnea là một loài bướm đêm thuộc phân họ Arctiinae, họ Erebidae.